# Bukovje, Postojna
Bukovje je naselje v Občini Postojna. Nahaja se nedaleč od naselja Predjama, ki s svojim Predjamskim gradom spada med pomembnejše slovenske turistične destinacije. Naselje Bukovje se nahaja ob t. i. Jamborni cesti in je tudi izhodišče gozdne poti do planote Hrušica, kjer je bila v rimskih časih pomembna strateška postojanka ad Pirum.